# Водолюб малий туруноподібний
Водолюб малий туруноподібний (Hydrochara caraboides) — вид водних жуків родини водолюбів (Hydrophilidae).

## Поширення
Палеарктичний вид, досить поширений в Європі. Мешкає у невеликих водоймах, ставках і мертвих рукавах річок, від низин до пагорбів, іноді також у горах.

## Опис
Жуки досягають довжини тіла від 14 до 18 міліметрів. Його овальне тіло блискуче-чорне і має більш-менш сильний зеленуватий блиск. Рідко зустрічаються смарагдово-зелені, дуже рідко жовто-коричневі особини. Поверхня тіла дрібно структурована крапками і має дрібні поздовжні ряди та ряди більших крапок. Основа переднеспинки пряма. Щупики і базальний сегмент вусиків жовті. Кіль переднегрудей тягнеться назад у вигляді хребта, а кіль переднегрудного відділу закінчується за стегнами задніх ніг.